# Międzynarodowy Festiwal Filmowy w Karlowych Warach
Międzynarodowy Festiwal Filmowy w Karlowych Warach (cz. Mezinárodní filmový festival Karlovy Vary) – festiwal filmowy, który odbywa się od 1946 w czeskim uzdrowisku Karlowe Wary. Najlepszy film pokazany w konkursie głównym tej imprezy otrzymuje od międzynarodowego jury nagrodę Kryształowego Globusa.